# Tomsks statliga universitet

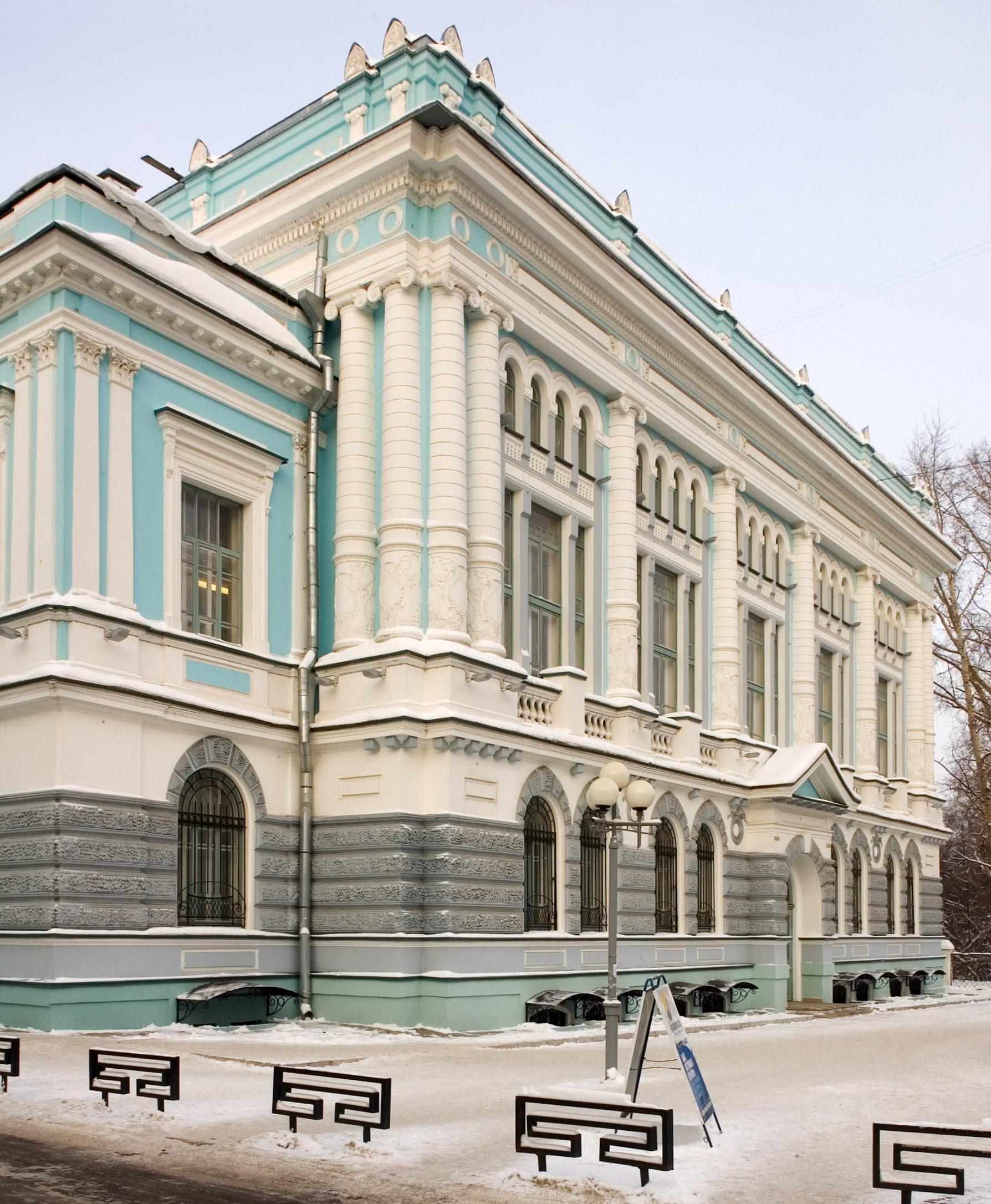
Universitetsbiblioteket

Tomsk statliga universitet, (ryska: Томский государственный университет) är ett statligt universitet  i Tomsk i Sibirien i Ryssland. Det grundades genom ett dekret 1878 under tsar Alexander II som den första och till 1918 den enda högre utbildningsinstitutionen i Sibirien under namnet Sibiriens Kejserliga universitet i Tomsk.
Universitetet öppnade 1888 med 72 studenter och åtta lärare vid den enda fakulteten, som var den medicinska. 
Idag finns 23 fakulteter och institutioner och omkring 23 000 studenter. 

## Bildgalleri

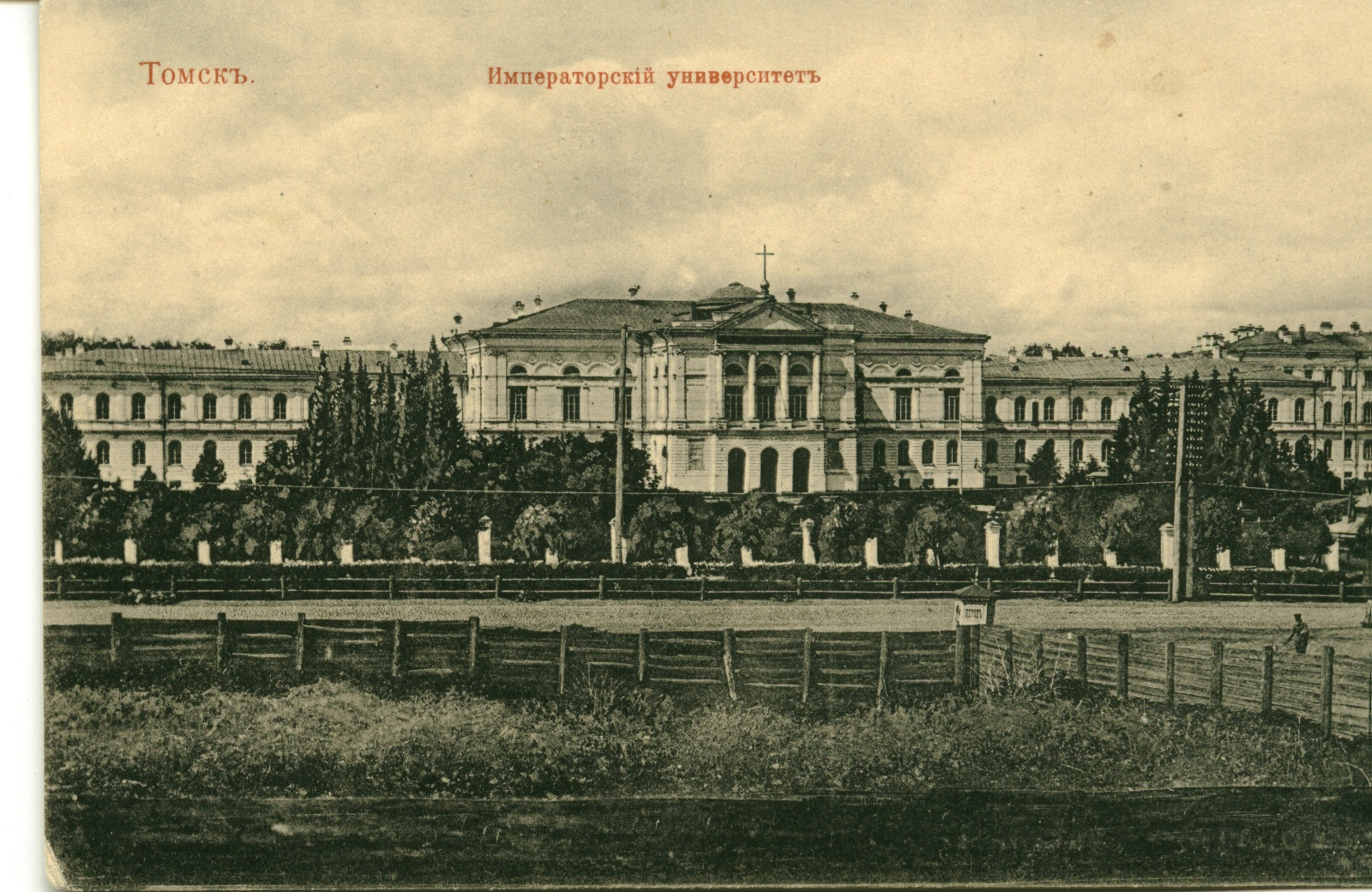
Huvudbyggnaden, 1890-talet
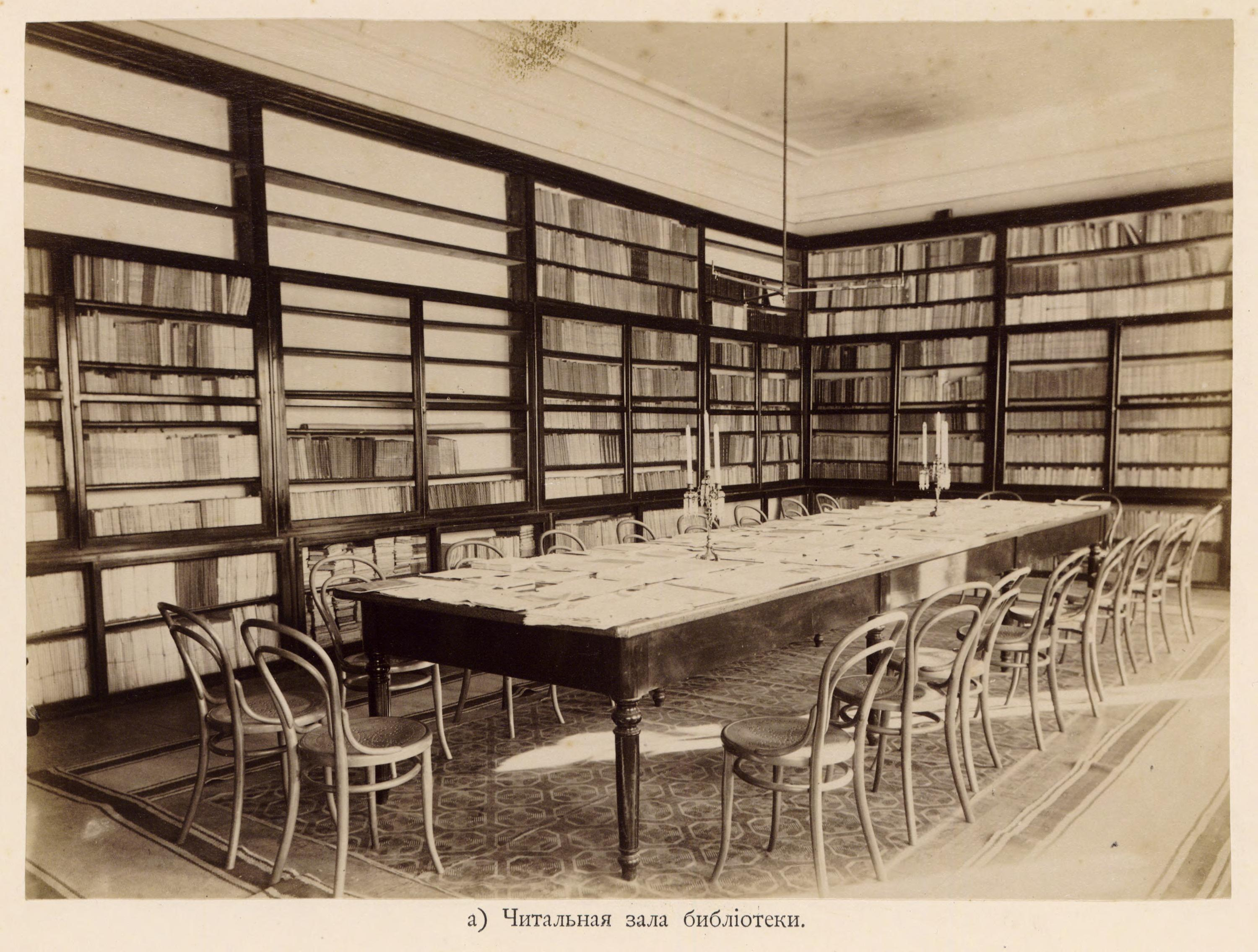
Läsrum på universitetsbiblioteket, 1892
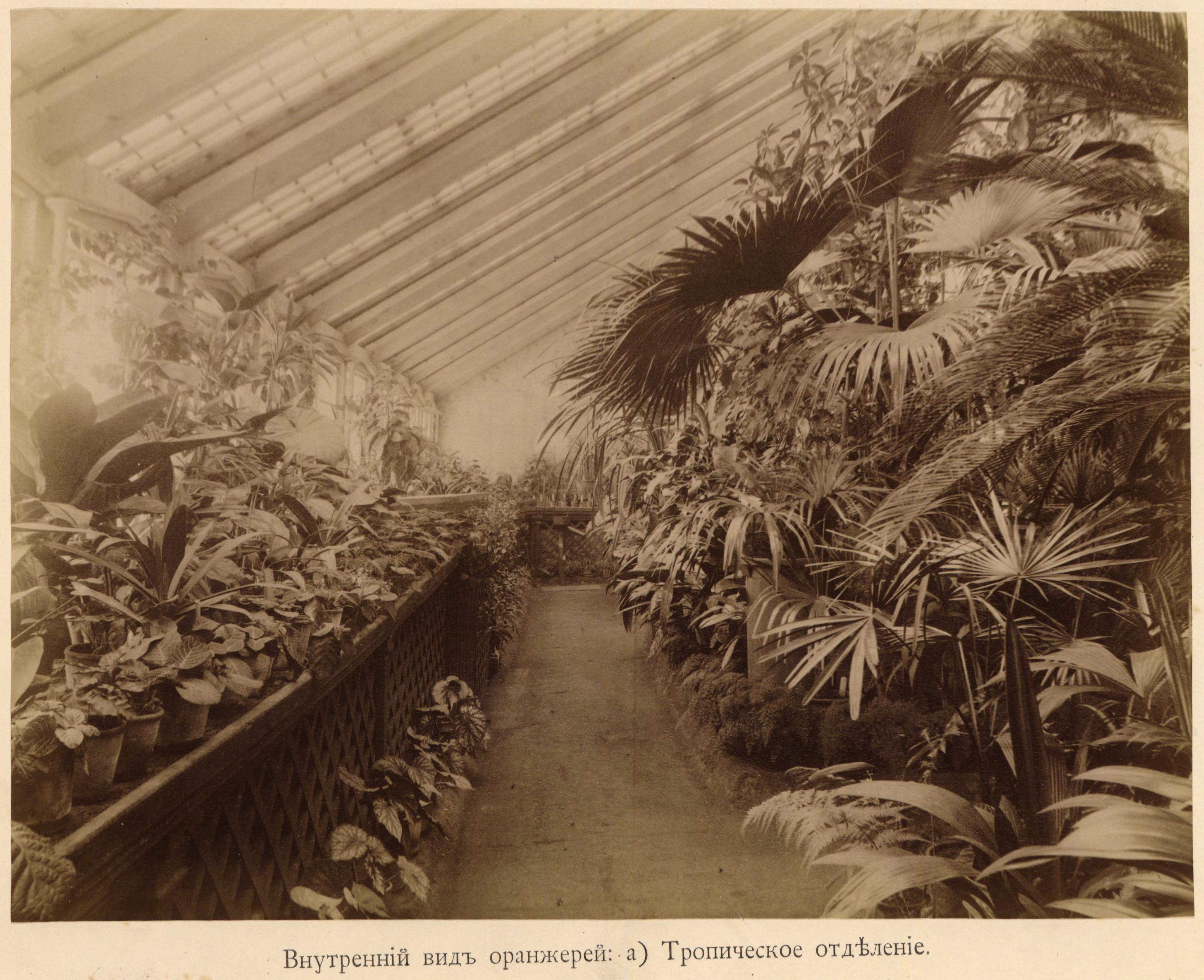
Universitetets botaniska trädgård, 1892